# День освобождения Кувейта
День освобождения Кувейта — главный официальный национальный праздник в Кувейте, который отмечается в стране ежегодно, 26 февраля.
Праздник отмечается начиная с 1991 года и приурочен к полному освобождению Кувейта многонациональными силами Коалиции (в ходе операции «Сабля пустыни») от иракской оккупации, продолжавшейся около семи месяцев (со 2 августа 1990 года). Ещё два дня спустя после освобождения Кувейта закончилась и Война в Персидском заливе.
Отступая, иракская армия по приказу Саддама Хусейна использовала тактику выжженной земли. В Кувейте в этот день проходят митинги, а к мемориалам и могилам погибших приносят цветы.[уточнить]